# Brokig örtblomfluga
Brokig örtblomfluga (Cheilosia illustrata) är en tvåvingeart som först beskrevs av Harris 1780.  Brokig örtblomfluga ingår i släktet örtblomflugor, och familjen blomflugor. Arten är reproducerande i Sverige. Inga underarter finns listade i Catalogue of Life.

## Bildgalleri

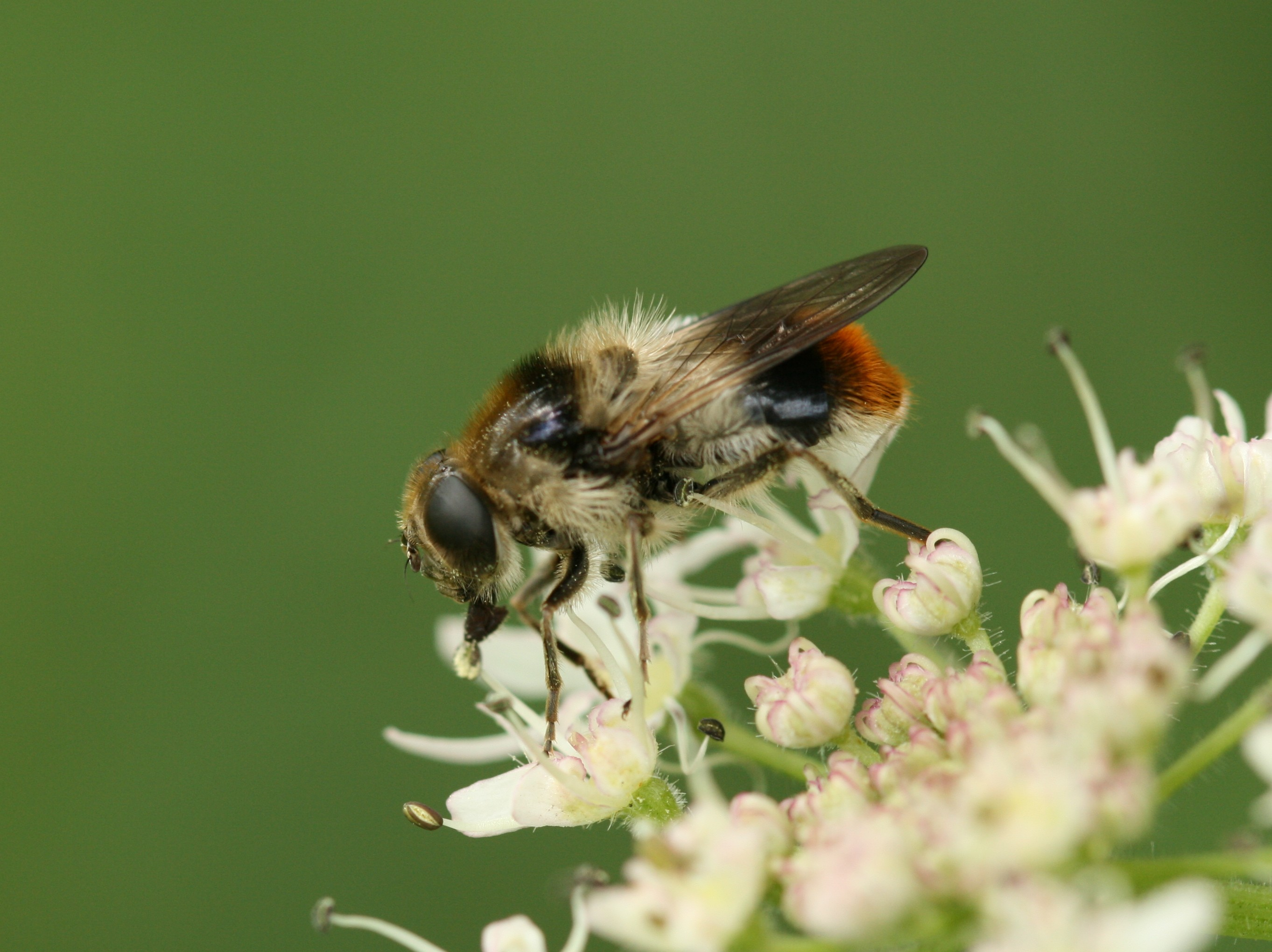
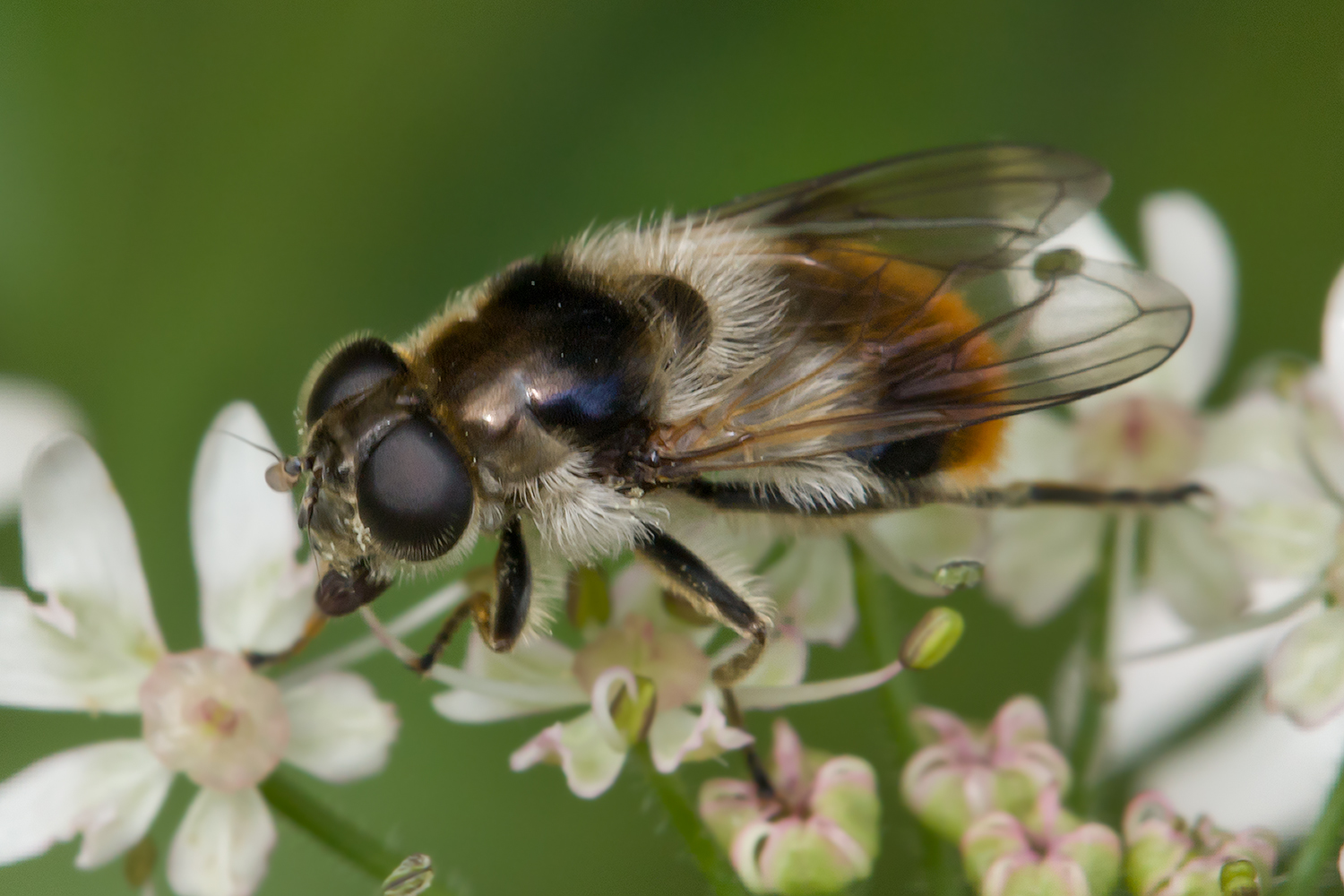
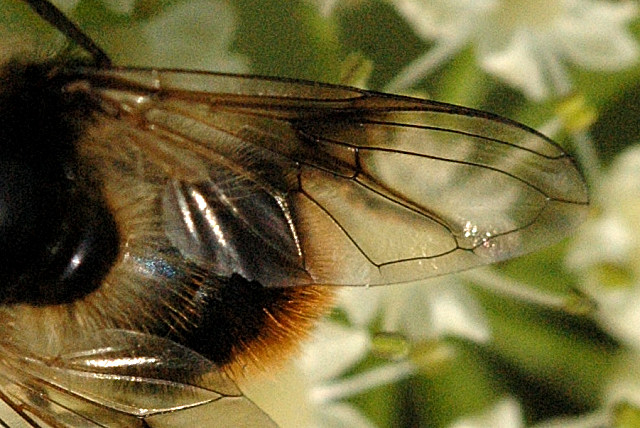
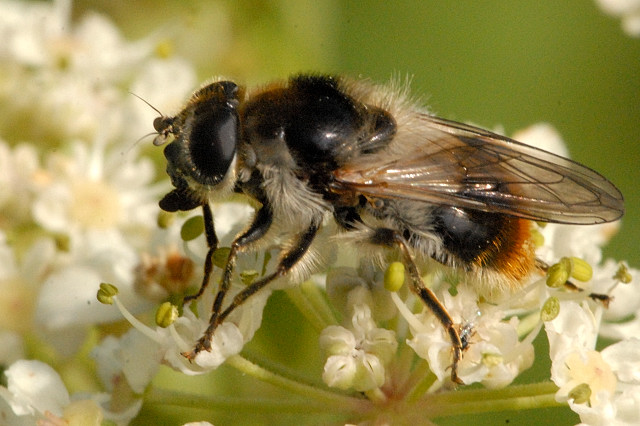
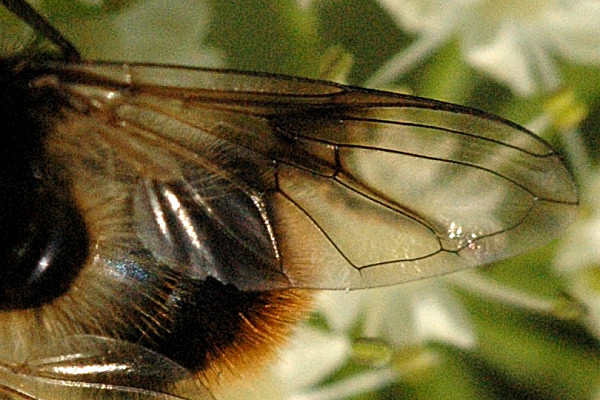